# Uroglaux dimorpha
La lechuza gavilana halcón o nínox halcón (Uroglaux dimorpha), también conocido como búho aguilucho de Nueva Guinea, es una especie de  búho incluida en la  familia Strigidae del orden Strigiformes. Es el único miembro del género monotípico Uroglaux. Es endémica de la isla de Nueva Guinea. 
No tiene subespecies reconocidas.